# Cristapseudes omercooperi
Cristapseudes omercooperi är en kräftdjursart som först beskrevs av Larwood 1954.  Cristapseudes omercooperi ingår i släktet Cristapseudes och familjen Kalliapseudidae. Inga underarter finns listade i Catalogue of Life.